# 山城町大川持
山城町大川持（やましろちょうおおかわもち）は、徳島県三好市の町名。郵便番号は779-5304。

## 地理
三好市の西部に位置。北は山城町寺野・山城町下川、東は吉野川を挟んで池田町川崎、西は銅山川を挟んで山城町岩戸、南も同じく銅山川を挟んで山城町引地にそれぞれ接する。
地内の南東端で吉野川と銅山川が合流し、地内東側を南北に国道32号が通る。国道沿いにはJR土讃線の阿波川口駅がある。

### 河川
- 吉野川
- 銅山川

## 歴史
- 2006年（平成18年）3月1日 - 三好郡山城町が三野町・池田町・井川町・東祖谷山村・西祖谷山村と合併して三好市が発足し、現在の町名となる。

## 世帯数と人口
2021年（令和3年）11月30日現在の世帯数と人口は以下の通りである。
| 町丁         | 世帯数 | 人口  |
| ------------ | ------ | ----- |
| 山城町大川持 | 93世帯 | 202人 |

## 小・中学校の学区
市立小・中学校に通う場合、学区は以下の通りとなる。
| 番地 | 小学校             | 中学校             |
| ---- | ------------------ | ------------------ |
| 全域 | 三好市立山城小学校 | 三好市立山城中学校 |

## 施設
- 三好市立山城中学校
- 三好市立山城小学校
- 旧川口郵便局 - 国の登録有形文化財。
- 石立神社

## 交通

### 鉄道
- JR土讃線 阿波川口駅。

### 道路
国道
- 国道32号